# Buxbaumiaceae
Buxbaumiaceae, porodica pravih mahovina smještena u vlastiti red Buxbaumiales i podrazred Buxbaumiidae. Postoji nekoliko rodova; mikroskopske, jednogodišnje ili trajnice.

## Rodovi
1. Buxbaumia Hedw.
2. Muscoflorschuetzia Crosby
3. Theriotia Cardot